# کبک‌های شکم‌نعلی
کبک‌های شکم‌نعلی (نام علمی: Perdix) نام یک سرده از زیرخانواده کبکیان است که دارای لکه تیره نعل‌اسبی شکل در پرهای شکمی هستند. گونه‌های آن بیشتر در مناطق معتدل اروپا و آسیا زندگی می‌کنند. یکی از گونه‌های آن یعنی کبک خاکستری، به ایالات متحده آمریکا و کانادا نیز معرفی شده است. کبک‌ها اغلب پرندگان کوچنده هستند. آنها از دانه‌ها و حشرات متنوعی تغذیه می‌کنند.
در اساطیر یونان، پردیکس خواهرزاده دایدالوس بود که به کبک تبدیل شد.

## گونه‌ها
- کبک چیل، Perdix perdix
- کبک دوری، Perdix dauurica
- کبک تبتی، Perdix hodgsoniae
- یک گونه پیشاتاریخی این پرنده تنها از روی سنگواره شناسایی شده است که Perdix palaeoperdix نام گرفته است. این گونه در سراسر اروپا دیده شده و غذای مطبوعی برای انسان کرومانیون و نئاندرتال در دوران پلیستوسن بود.